# Acartauchenius monoceros
Acartauchenius monoceros là một loài nhện trong họ Linyphiidae.
Loài này thuộc chi Acartauchenius. Acartauchenius monoceros được Andrei V. Tanasevitch miêu tả năm 1989.